# (7146) Konradin
(7146) Konradin ist ein Asteroid des äußeren Hauptgürtels, der am 24. September 1960 durch das Team Cornelis Johannes van Houten und Ingrid van Houten-Groeneveld aufgrund von Aufnahmen Tom Gehrels’ am bekannten Palomar-Observatorium in Kalifornien entdeckt wurde. Die Benennung erfolgte am 24. Dezember 1996 zu Ehren von Konradin Ferrari d’Occhieppo, Astronomie-Professor an der Universität Wien (* 1907, † 2007).
Konradin bewegt sich in einem Abstand von 2,641 (Perihel) bis 3,379 (Aphel) astronomischen Einheiten in 5,22 Jahren um die Sonne. Die Bahn ist 9,42° gegen die Ekliptik geneigt, die Bahnexzentrizität beträgt 0,1226.
Der Himmelskörper gehört zur Eos-Familie, einer Gruppe von Asteroiden, welche typischerweise große Halbachsen von 2,95 bis 3,1 AE aufweisen, nach innen begrenzt von der Kirkwoodlücke der 7:3-Resonanz mit Jupiter, sowie Bahnneigungen zwischen 8° und 12°. Die Gruppe ist nach dem Asteroiden (221) Eos benannt. Es wird vermutet, dass die Familie vor mehr als einer Milliarde Jahren durch eine Kollision entstanden ist.